# Triops vicentinus
Triops vicentinus é uma espécie de camarão, da classe dos branquiópodes, identificado em 2010, e que vive em charcos temporários de água doce do concelho de Vila do Bispo, com também algumas observações ocasionais nas zonas de Tunes, Paderne e Faro.

## Evolução
O T. vicentinus descenderá do Triops cancriformis, um animal que existe há 180 milhões de anos.

## Aparência
O T. vicentinus pode medir até 7 cms, e mais outros 7 para a cauda.

## Ciclo de vida
O T. vicentinus reproduze-se através de cistos (ovos) que podem sobreviver décadas no solo e até resistem ao sistema digestivo de outros animais. Quando se forma um charco o contacto com a água faz a larva eclodir em poucas horas.

## Alimentação
O T. vicentinus alimenta-se de pequenos animais dos charcos, nomeadamente larvas de mosquitos, mas chega até a alimentar-se de outros individuos da sua própria espécie.